# Vindkraft i Polen
Vindkraft i Polen började utvecklas under 1990-talet. Det första vindkraftverket var Elektrownia Wodna Żarnowiec (som senare blivit en del av Lisewo vindkraftspark) och hade en effekt på 150 kW..
Utvecklingen var relativt långsam fram till 2005, men sedan dess har det skett snabbt utbyggnad. Potentialen är relativt jämnt fördelad över landet. Den är högst till havs och i Karpaterna. Vindkraften står för 14 % av landets elförsörjning. Den första parken med havsbaserad vindkraft, Baltic Power offshore wind farm är 2025 under konstruktion.